# August Sang
August Sang (* 27. Juli 1914 in Pärnu; † 14. Oktober 1969 in Tallinn) war ein estnischer Lyriker und Literaturübersetzer.

## Leben und Werk
August Sang schloss 1932 das Knabengymnasium von Pärnu ab. Nach seinem Wehrdienst studierte er von 1934 bis 1942 an der Philosophischen Fakultät der Universität Tartu. Mehrmals musste er das Studium unterbrechen, um Geld zu verdienen.
Bereits als Achtjähriger schrieb August Sang eigene Lyrik. Unter dem Pseudonym Injo nahm er 1933 an einem Literaturwettbewerb der Jugendzeitschrift Kevadik mit seinem Gedicht Improvisatsioon quick-step tempos erfolgreich teil. 1934 debütierte er literarisch in der Kulturzeitschrift Looming. 1936 erschien seine Gedichtsammlung Üks noormees otsib õnne mit der er seinen Durchbruch erzielte. Seit dieser Zeit verfasste er auch zahlreiche Rezensionen und Abhandlungen zur Literatur. Ende der 1930er Jahre schloss er sich dem literarischen Zirkel Arbujad an. 1939 erschien Sangs zweiter Gedichtband Müürid, der vor allem Endzeitvisionen enthält.
Nach der sowjetischen Besetzung Estlands trat Sang 1945 dem Sowjetischen Schriftstellerverband Estlands an, distanzierte sich dann aber von ihm und wurde 1950 ausgeschlossen. Erst ab 1955 durfte mit Genehmigung der sowjetischen Behörden wieder offiziell als Schriftsteller tätig sein. Ein Jahr später trat er wieder dem Schriftstellerverband bei.
Neben seiner schriftstellerischen Tätigkeit übersetzte August Sang Lyrik aus dem Deutschen, Russischen, Französischen und Tschechischen sowie Prosa, unter anderem von Johann Wolfgang von Goethe, Peter Weiss, E. T. A. Hoffmann, Maxim Gorki, Wladimir Majakowski, Franz Kafka, Gottfried Keller, Molière, Egon Erwin Kisch und Lion Feuchtwanger.

## Wichtigste Werke
- Üks noormees otsib õnne (1936)
- Arbujad: valimik uusimat eesti lüürikat (Sammelwerk 1938)
- Heinrich Heine (Biographie, 1938)
- Müürid (1939)
- Võileib suudlusega (1963)
- Sada laulu (Auswahlsammlung, 1965)
- Luuletused (Auswahlsammlung, 1970)
- Väike luuleraamat (Auswahlsammlung, 1971)
- Laenatud laulud (Anthologie von Übersetzungen in zwei Bänden, 1973/74)
- Laulud (Auswahlsammlung, 1977)
- Emajõe unisel veerel (postume Anthologie, 2003)

## Privatleben
August Sang war mit der estnischen Schriftstellerin Kersti Merilaas (1913–1986) verheiratet. Ihr gemeinsamer Sohn ist der Lyriker Joel Sang (* 1950).